# Aeshna isoceles
Espèce
Statut de conservation UICN

 LC  : Préoccupation mineure

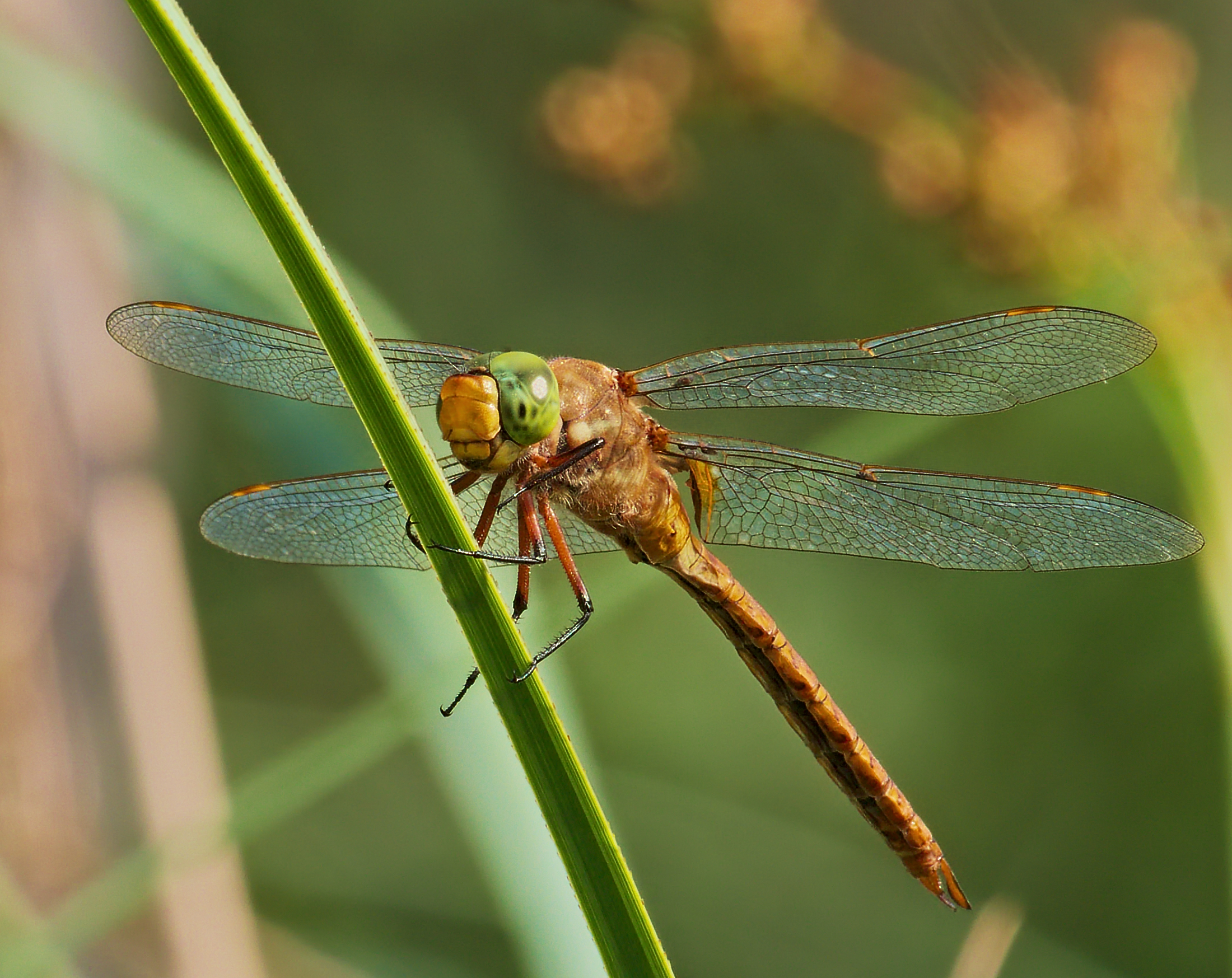
Aeshna isoceles mâle à Wendisch Rietz, Allemagne. Juillet 2017.

L'æschne isocèle (Aeshna isoceles) est une espèce de libellules de la famille des Aeshnidae.

## Description et caractéristiques
Taille totale de 62 à 66 mm.

Couleur caractéristiques de l'espèce : rousse aux yeux verts.

Triangle jaune sur le second segment de l'abdomen (S2).

## Habitat et distribution
Le mâle aime s’éloigner de son milieu en allant dans les forêts de feuillus et autres terrains comportant des arbres.

Elle fréquente préférentiellement les étangs évolués, les mares et les fossés riches en végétation, ayant atteint un état climacique.

Dans le sud de son aire de répartition, plus ubiquiste, on la trouve aussi en eau faiblement courante et fréquemment en erratisme dans les garrigues.
Essentiellement européenne.

## Synonymie
- Aeshna isoceles isosceles (Müller, 1767)[1]
- Aeshna isosceles (Müller, 1767)[1]
- Anaciaeschna isosceles (Müller, 1767)[1]
- Aeschna chrysophthalmus Charpentier, 1825[2]
- Aeshna rufescens Vander Linden, 1825 [2]
- Anaxiaeschna rufescens [2]
- Libellula isoceles Müller, 1767[2]

## Statut
Cette espèce est inscrite sur la liste rouge régionale des odonates du Nord-Pas-de-Calais comme espèce en danger.